# Kaempferia elegans
Kaempferia elegans — вид рослини родини імбирні.

## Назва
В англійській мові має назву «зелений хвилястий павичевий імбир» (англ. green ripple peacock ginger). 

## Будова
Невелика рослина з смугастим різнокольоровим листям, від чого походить назва «павичевий імбир». Квіти непомітні, схожі на бузок, з'являються майже щодня влітку. Під час сухого сезону надземні частини відмирають, під час сезону дощів з ризомів знову відростає хвилясте листя.

## Поширення та середовище існування
Зростає у Таїланді, М'янмі та на Малайському півострові, де є чітко виражений сухий сезон. 

## Практичне використання
Через пістряве листя вирощується як декоративна рослина.

## Галерея

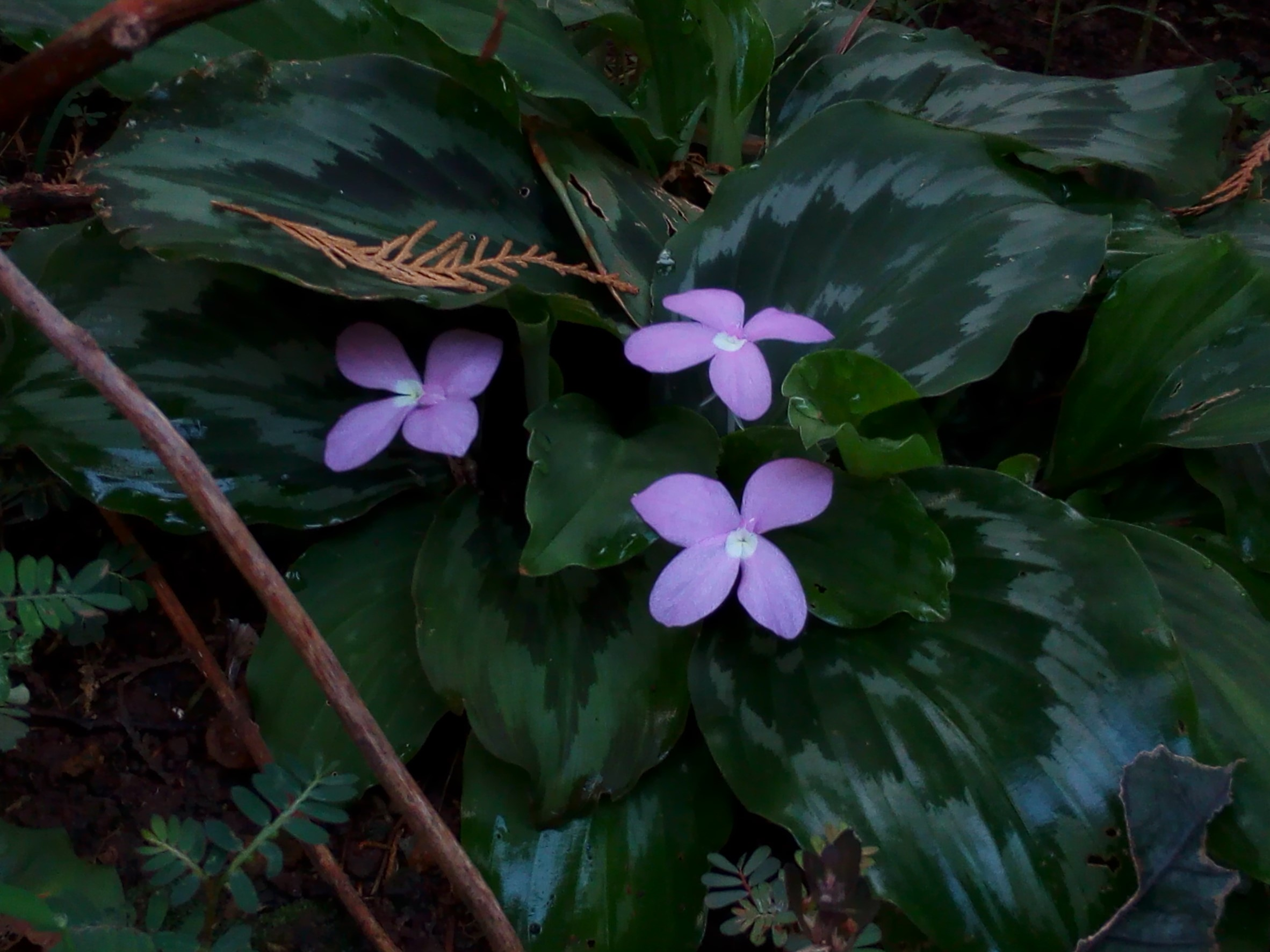
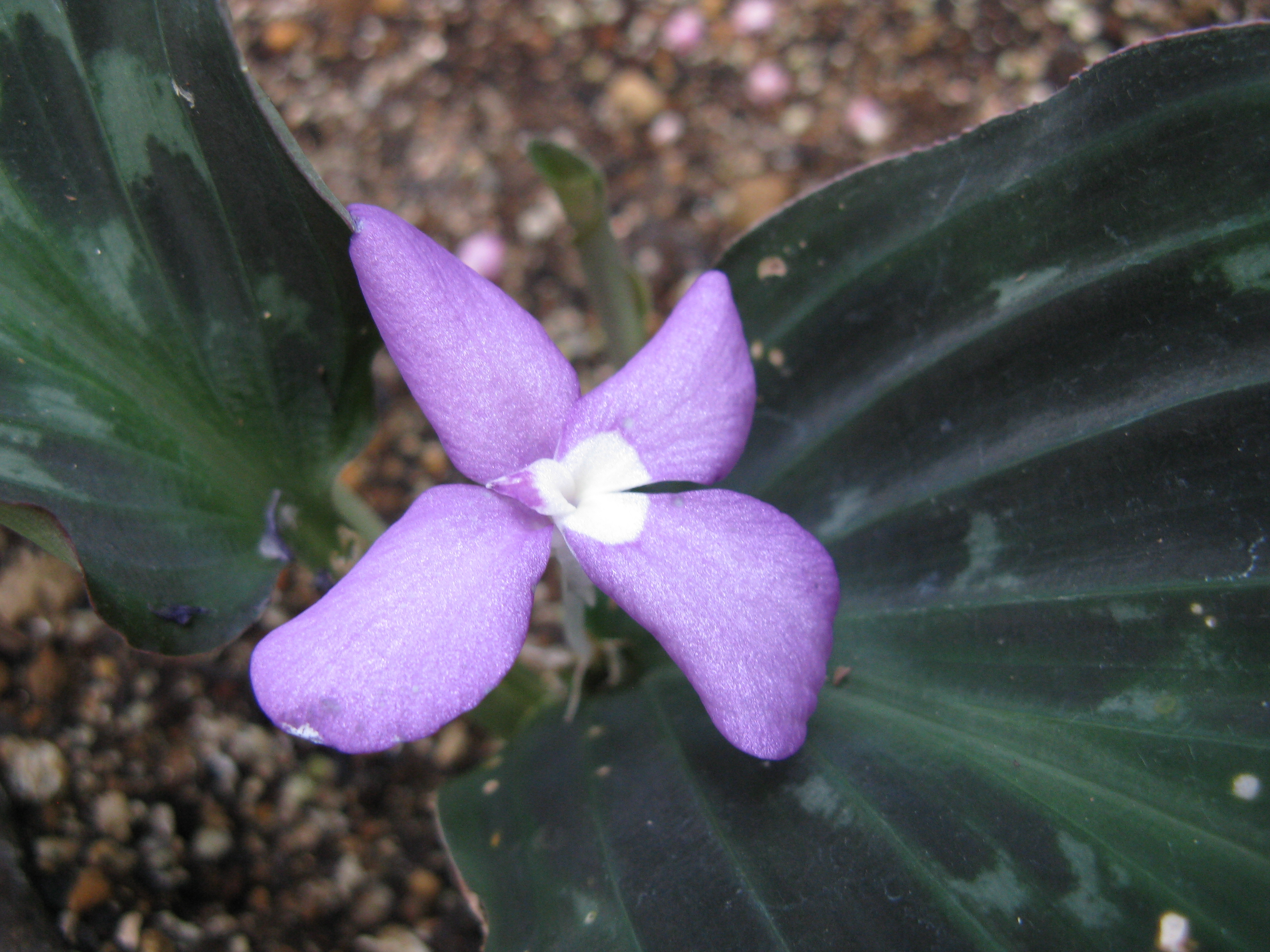